# Реч (комуна)
Реч (рум. Reci) — комуна у повіті Ковасна в Румунії. До складу комуни входять такі села (дані про населення за 2002 рік):
- Аніноаса (419 осіб)
- Біта (305 осіб)
- Реч (1378 осіб) — адміністративний центр комуни
- Сачова (132 особи)

Комуна розташована на відстані 156 км на північ від Бухареста, 11 км на схід від Сфинту-Георге, 32 км на північний схід від Брашова.

## Населення
За даними перепису населення 2002 року у комуні проживали 2234 особи.
Національний склад населення комуни:
| Національність | Кількість осіб | Відсоток |
| -------------- | -------------- | -------- |
| угорці         | 2209           | 98,9%    |
| румуни         | 23             | 1,0%     |
| українці       | 1              | < 0,1%   |
| німці          | 1              | < 0,1%   |

Рідною мовою назвали:
| Мова      | Кількість осіб | Відсоток |
| --------- | -------------- | -------- |
| угорська  | 2208           | 98,8%    |
| румунська | 26             | 1,2%     |

Склад населення комуни за віросповіданням:
| Релігія                                       | Кількість осіб | Відсоток |
| --------------------------------------------- | -------------- | -------- |
| реформати                                     | 2026           | 90,7%    |
| римо-католики                                 | 146            | 6,5%     |
| православні                                   | 26             | 1,2%     |
| унітарії                                      | 12             | 0,5%     |
| лютерани (Синодально-пресвітеріанська церква) | 5              | 0,2%     |
| адвентисти                                    | 4              | 0,2%     |